# Barichneumon similis
Barichneumon similis là một loài tò vò trong họ Ichneumonidae.